# Mercedes Corominas
Mercedes Corominas (1886 — 1926) foi uma trapezista (circo Calderón) e  aeronauta espanhola. Promoveu em Portugal, em três verões consecutivos, demonstrações aerostáticas, a primeira das quais suspensa num trapézio.
Em 1906 veio a Portugal e realizou ascensões no Porto, em Matosinhos, em Espinho e novamente no Porto. Em 1907 realizou uma em Lisboa, e em 1908 voltou à cidade para a repetir. Dois anos depois, em 1910, veio pela última vez a Portugal realizar estas demonstrações aéreas, desta vez acompanhada pelo marido. Em 1911 a aeronauta realizou no zoológico da cidade do rio de janeiro - Brasil, uma ascensão pilotando o balão "Mercedes" .Antes de vir para o Brasil, em Portugal, Mercedes casou-se com Francisco Pedro Monteiro e juntos criaram na em Campos dos Goytacazes - RJ, O Circo Coliseu. Depois do seu falecimento, Affonso Corominas Monteiro, seu filho, criou o Circo-Teatro Aloma. Hoje os descendentes do casal - Mercedes e Francisco, já formam a sexta geração (2017)de artistas que dedicam suas vidas ao circo.